# Iris ivanovae
Iris ivanovae är en irisväxtart som beskrevs av Doronkin. Iris ivanovae ingår i släktet irisar, och familjen irisväxter. Inga underarter finns listade i Catalogue of Life.